# Acontia audeoudi
Acontia audeoudi là một loài bướm đêm trong họ Noctuidae.